# J. Castro
La J. Castro era una casa automobilistica spagnola attiva dal 1902 al 1904.

## Storia
In seguito alla chiusura della Compañía General Española de Coches Automóviles Emilio de la Cuadra e all'uscita di scena del suo fondatore, nel dicembre 1901, l'impresa venne lasciata nelle mani dei creditori che, per diversi mesi non riuscirono a raggiungere un accordo sul da farsi, ovvero se monetizzare l'immobile e le attrezzature o continuare l'attività.
José María Castro Fernández, uno dei creditori e appassionato di automobili, dopo aver reperito sufficienti risorse finanziarie, decise di acquisire le attrezzature produttive, trasferirle in altro immobile della capitale catalana e ritentare l'avventura produttiva.
Nel novembre 1902 venne fondata la società accomandataria J. Castro Constructor Hispano-Suiza de Automóviles che riassunse le maestranze precedentemente operanti nella "De la Cuadra, anche arruolando il progettista elvetico Marc Birkigt quale socio d'opera; per questo motivo la denominazione dell'impresa contemplò la precisazione "hispano-suiza", ovvero "spagnolo-svizzera".
L'attività del nuovo opificio, posto a Barcellona in via Floridablanca, ebbe inizio con i lavori di ultimazione dei cinque esemplari di "De la Cuadra" lasciati a metà, mentre Birkigt progettava la nuova vettura, dotata di motore da 10 CV, sempre bicilindrico, ma dotato di un avveniristico cambio a 4 marce.
Di questo modello furono costruiti e venduti alcuni esemplari e, durante la loro realizzazione, Birkigt si mise all'opera per progettare un motore quadricilindrico in linea, di 2.545 cm³ con valvole in testa e doppio albero a camme, dalla potenza di 14 CV.
Nonostante quello che può essere considerato, per i tempi, un buon successo commerciale, la J. Castro seguì la sorte dell'azienda da cui era nata, a causa delle limitate risorse finanziarie che non consentivano di sostenere adeguatamente le necessarie spese per lo sviluppo tecnico, specie le innovazioni geniali e costose del suo vulcanico progettista.
Nel marzo 1904, quando il nuovo motore da 14 CV fu ultimato e Birkigt già stava lavorando alla sua evoluzione, l'azienda chiuse i battenti. Nei mesi successive fu rilevata da alcuni creditori che ripresero l'attività cambiando la denominazione in La Hispano-Suiza.